# Илия Кепев
Илия К. Кепев е български учител, деец на Късното българско възраждане в Македония.

## Биография
Илия Кепев е роден в град Прилеп. В 1899 година завършва с четиринадесетия випуск Солунската българска мъжка гимназия. Завръща се в Прилеп заедно със съучениците си Михаил Небреклиев, Харалампи Попов и Михаил Копанов и е назначен в българското начално училище в родния си град. В 1904/1905 година е изпълняващ длъжността директор на Прилепското българско мъжко класно училище. В годините на Първата световна война, когато Прилеп е освободен от българската армия, Кепев е отново директор на Прилепското българско мъжко класно училище. Не подкрепя комунистическите партизани в Македония по време на Втората световна война.
Баща е на югославския политик и писател Коле Чашуле (1921 - 2009) и дядо на журналиста и политик Слободан Чашуле (1945 - 2015).